# Vương Sĩ
Vương Sĩ (tiếng Trung: 王士; bính âm: Wang Shi; ? – 225), tự Nghĩa Cường (義強), là quan viên nhà Quý Hán thời Tam Quốc trong lịch sử Trung Quốc.

## Cuộc đời
Vương Sĩ quê ở huyện Thê, quận Quảng Hán, Ích Châu, là anh em họ của Vương Phủ, Vương Thương. Thương được khen là học nhiều biết rộng, Phủ giỏi về nghị luận, được người đương thời tán thưởng. Vương Sĩ có ý chí, nghĩa khí, cương liệt, là danh sĩ trong quận.
Năm 214, Lưu Bị bình định Tây Xuyên, Vương Sĩ được cử hiếu liêm, đảm nhiệm huyện trưởng huyện Phù Tiết. Sau thăng chức thái thú các quận Đãng Cừ, Kiền Vi, từng đảm nhiệm qua chức Nha môn tướng.
Năm 225, thừa tướng Gia Cát Lượng nam chinh, Vương Sĩ được phong làm thái thú quận Ích Châu, đi trước xuôi nam, bất hạnh bị kẻ địch giết hại. Vì ghi chép về Vương Sĩ khớp với việc thủ lĩnh phản quân Ung Khải bị Di vương Cao Định giết chết. Điều này đặt ra khả năng Vương Sĩ đơn độc đi trước đại quân nhằm mục đích phân hóa, chiêu hàng phản quân. Ung Khải cũng bị Vương Sĩ thuyết phục, dự định đầu hàng. Tuy nhiên, Cao Định đứng trên lập trường của một tù trưởng nổi loạn không đồng ý và giết chết cả hai người.

## Nhận xét
Thường Cừ thời Đông Tấn có câu: Sân sân ngạn tạo, hoặc triết hoặc hữu. Chiêu đức âm phương, thùy danh quyết hậu.

## Trong văn hóa
Vương Sĩ không xuất hiện trong tiểu thuyết Tam quốc diễn nghĩa của La Quán Trung.